# Зесбах
Зесбах (нім. Seesbach) — громада в Німеччині, розташована в землі Рейнланд-Пфальц. Входить до складу району Бад-Кройцнах. Складова частина об'єднання громад Бад-Зобернгайм.
Площа — 6,06 км2. Населення становить 498 ос. (станом на 31 грудня 2020).

## Галерея

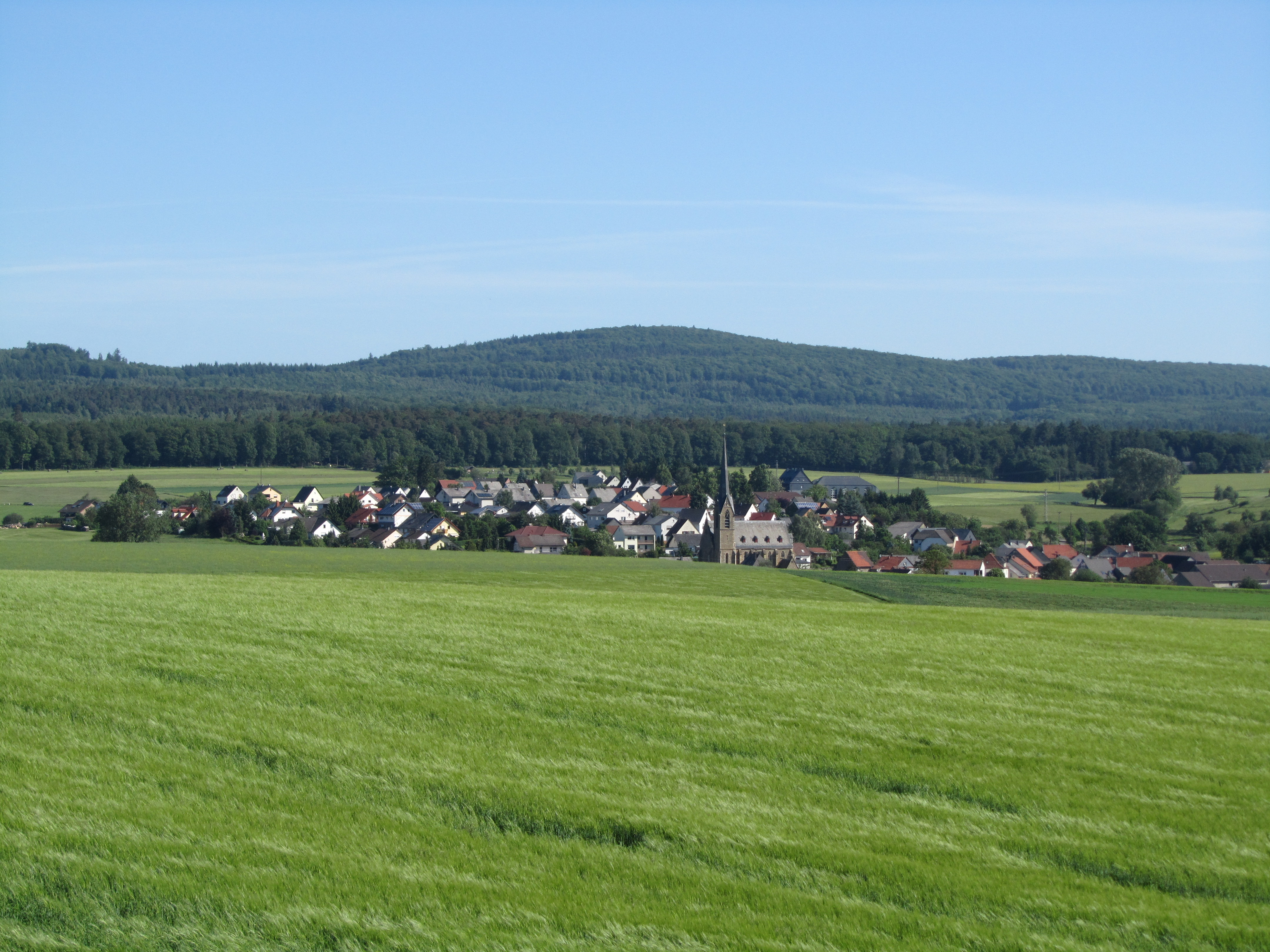
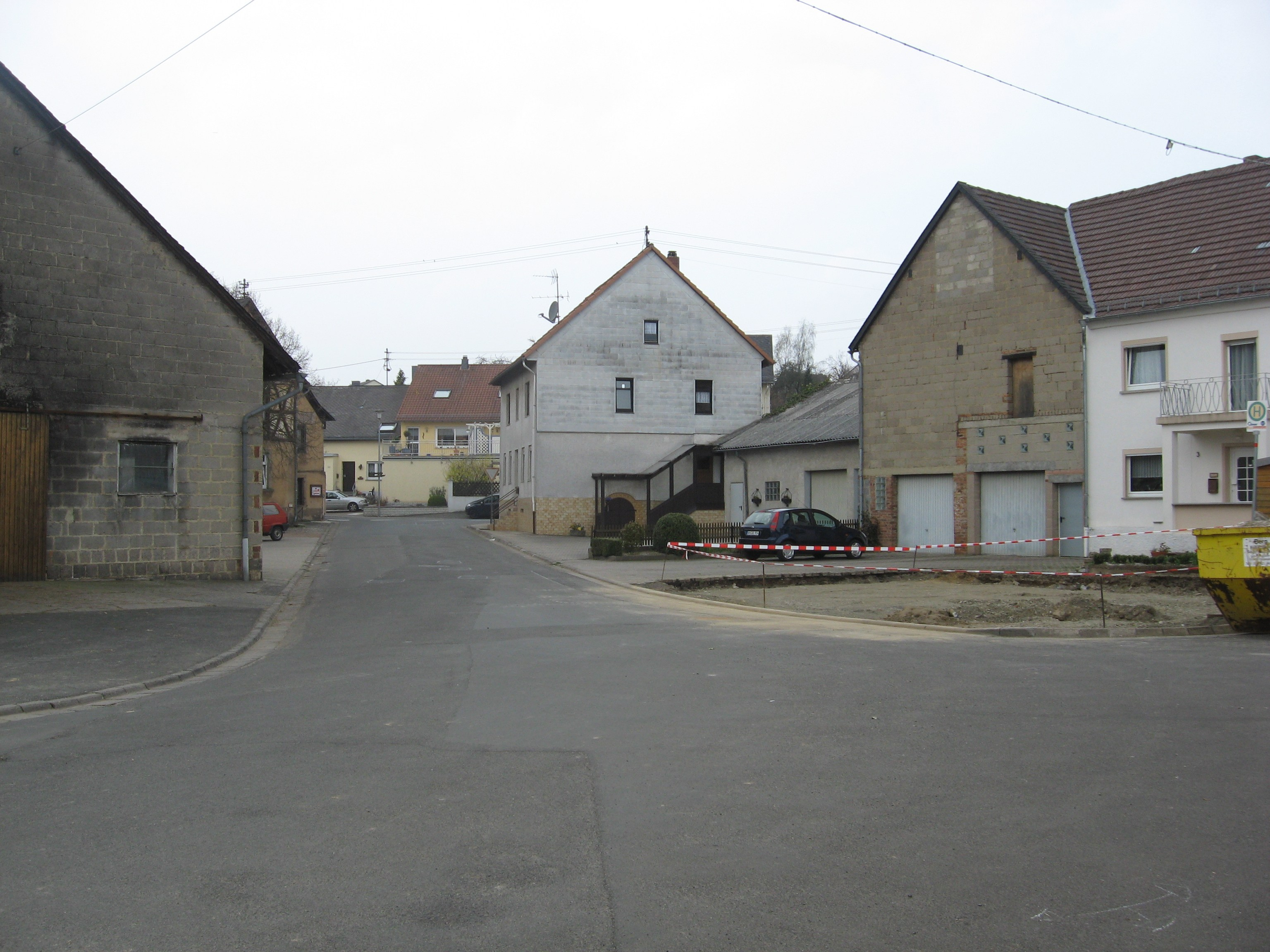